# Chen Shuhua
Chen Shuhua (chinesisch 陈淑华, * 20. Mai 1958) ist eine ehemalige chinesische Eisschnellläuferin.
Chen nahm von 1976 bis 1980 an internationalen Wettbewerben teil. Dabei belegte sie bei den Juniorenweltmeisterschaften 1976 in Madonna di Campiglio den neunten Platz, bei den Juniorenweltmeisterschaften 1978 in Montreal den 18. Rang sowie bei der Mehrkampfweltmeisterschaft 1978 in Helsinki den 31. Platz im Mini-Mehrkampf. Bei ihrer einzigen Teilnahme an Olympischen Winterspielen im Februar 1980 in Lake Placid kam sie auf den 29. Platz über 1500 m.

## Persönliche Bestleistungen
| Disziplin | Zeit        | Datum             | Ort                  |
| --------- | ----------- | ----------------- | -------------------- |
| 500 m     | 44,02 s     | 21. Dezember 1977 | Karuizawa            |
| 1000 m    | 1:32,93 min | 24. Januar 1976   | Madonna di Campiglio |
| 1500 m    | 2:22,50 min | 11. Dezember 1977 | Matsumoto            |
| 3000 m    | 5:00,30 min | 12. Dezember 1977 | Matsumoto            |